# 王英水库
王英水库位于中国湖北省黄石市阳新县王英镇，是以防洪、灌溉为主，兼有发电、供水、养殖等功能的大（二）型水库。
王英水库通过全长3333米的输水隧洞通往北侧的蔡贤水库，并进而通过阳武干渠灌溉武昌平原，水库灌区包括阳新县、咸宁市咸安区、武汉市江夏区、大冶市、鄂州市梁子湖区五县市区21个乡镇，灌溉49.6万亩农田。
因水库中有1002个小岛，曾被称为千岛湖，后因与浙江千岛湖重名，改称仙岛湖。